# 의료 정보 시스템
의료정보시스템은 정보의 입력과 사용자 질의어를 처리하여 다양한 형태로 결과를 출력하는 일종에 데이터베이스 시스템의 문제와 관련되므로 정확·완전하여 최근의 의료 정보가 제공할 수 있다.
- 원무시스템
- 보험시스템
- 진료시스템
- 간호시스템
- 진료지원시스템

## 같이 보기
- 원격 진료 시스템
- 원격의료